# حقبة (عبس)

تعديل مصدري - تعديل

حقبة هي إحدى قرى عزلة الوسط بمديرية عبس التابعة لمحافظة حجة، بلغ تعداد سكانها 118 نسمة حسب تعداد اليمن لعام 2004.